# صالح المنهالی
صالح المنهالی (انگلیسی: Saleh Hamad Sulaiman Al Menhali؛ زادهٔ ۱ ژانویهٔ ۱۹۸۴) بازیکن فوتبال اهل امارات متحده عربی است.